# Jacinto Perazzo
Jacinto Perazzo fue un futbolista argentino nacido en Rosario. Se desempeñaba como volante, y fue titular del equipo superior de Rosario Central en una de las épocas más brillantes del club entre los años 1915 y 1925.

## Carrera
Perazzo fue Campeón rosarino en varias temporadas. Así mismo, integró el equipo titular de Rosario Central que en 1915 le ganó al Racing Club de Avellaneda la final por la Copa Ibarguren. A su vez, fue titular en los partidos de otras tres copas nacionales oficiales ganadas por el equipo auriazul: fue pieza clave en la Copa de Honor, en la Copa de Competencia Jockey Club, y en la Copa de Competencia.
En adición, fue el autor del tercer gol en el Clásico rosarino que definió la Copa Nicasio Vila 1919, señalando en el tiempo extra el 3 a 2 difinitivo que le dio el título de Campeón rosarino a Rosario Central sobre Newell´s en la final. Aquella tarde, Rosario Central alistó a: Octavio Díaz; Patricio Clarke y Florencio Sarasíbar; Rodolfo Mulhall, Francisco Furlong, Jacinto Perazzo; Antonio Blanco, Ernesto Guaraglia, Harry Hayes, Ennis Hayes y Antonio Miguel. Ese partido, marcó la primera final de la historia disputada entre ambos clubes rivales.
Perazzo no fue solamente el jugador de Rosario Central, sino que fue llamado a integrar equipos de Selecciones rosarinas.

## Clubes
| Club            | País      | Año         |
| --------------- | --------- | ----------- |
| Rosario Central | Argentina | 1915 - 1925 |

## Palmarés

### Torneos nacionales oficiales
- Copa Dr. Carlos Ibarguren (1): 1915[8]
- Copa de Honor (1): 1916
- Copa de Competencia Jockey Club (1): 1916
- Copa de Competencia (1): 1920

### Torneos regionales oficiales
- Liga Rosarina de Fútbol (5): 1915, 1916, 1917, 1919 y 1923
- Asociación Amateurs Rosarina de Football (2): 1920 y 1921
- Copa Damas de Caridad (2): 1915 y 1916
- Copa Estímulo (1): 1922[9]